# راسيل وليامز (مقدم برامج إذاعية)
راسيل وليامز (بالإنجليزية: Russ Williams)‏ هو مقدم برامج إذاعية بريطاني، ولد في 21 يناير 1962.